# Paris–Roubaix 1939

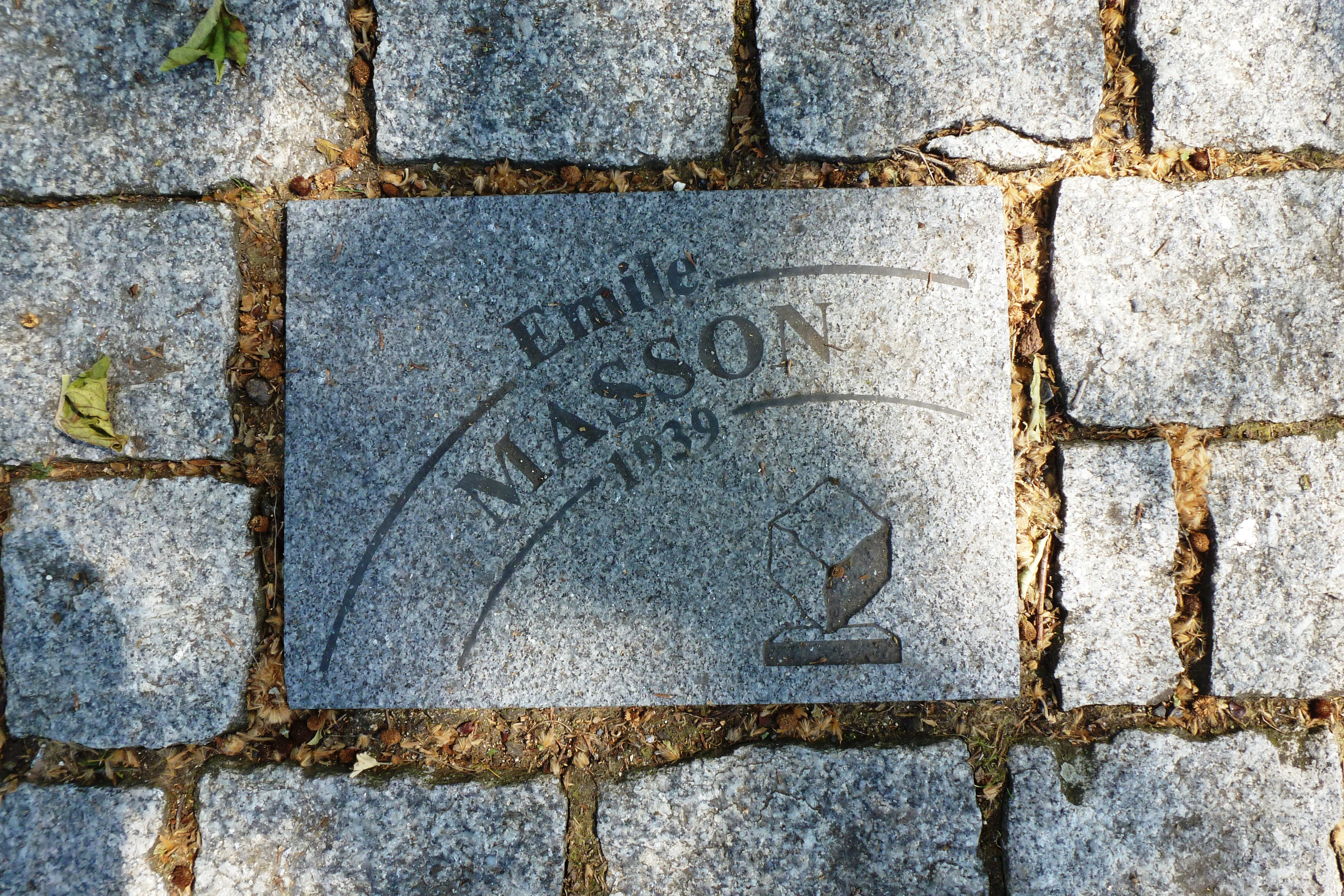
Pflasterstein für Émile Masson auf der Allée Charles Crupelandt in Roubaix

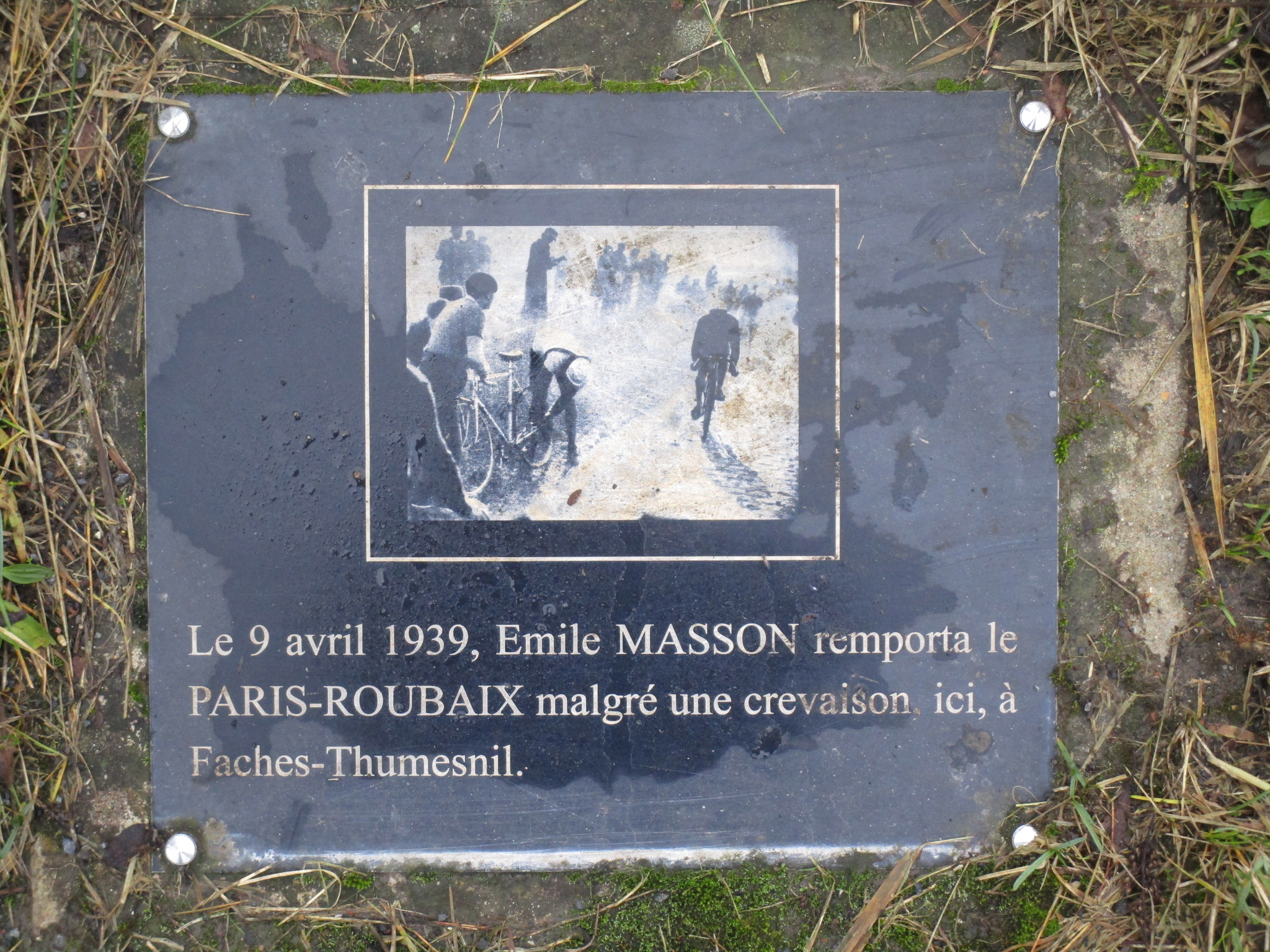
Erinnerungsplakette an den Sieg Massons an der Landstraße bei Faches-Thumesnil.

Das Eintagesrennen Paris–Roubaix 1939 war die 40. Austragung des Radsportklassikers und fand am Sonntag, den 9. April 1939, statt.
Das Rennen führte von Le Vésinet nach Roubaix, wo es auf der Avenue Gustave Delory (zuvor Avenue les Villas) endete. Die Strecke war 250 Kilometer lang. 171 Fahrer gingen an den Start, von denen sich 68 platzieren konnten. Der Sieger Émile Masson jr. absolvierte das Rennen mit einer Durchschnittsgeschwindigkeit von 35,93 km/h.
20 Kilometer vor dem Ziel führte Èmile Masson das Rennen an, als er eine Panne hatte. Während er diese behob, wurde er von einer Reihe Fahrern überholt. Es gelang ihm jedoch, wieder Anschluss zu finden und anschließend erneut zu attackieren, obwohl in der Gruppe mit Marcel Kint, Roger Lapébie, Maurice Archambaud und Cyrille Van Overberghe vier Fahrer der Mannschaft Mercier-Hutchinson vertreten waren. Masson gelang es, deren Verfolgung standzuhalten, er überquerte die Ziellinie mit einem Vorsprung von anderthalb Minuten. 2005 wurde im Beisein Émile Massons am Ort seiner Panne, entlang der Straße von Wattignies nach Faches-Thumesnil, eine Erinnerungsplakette in den Boden eingelassen.